# Louie Vito
Louis Philip Vito –conocido como Louie Vito– (Columbus, 20 de marzo de 1988) es un deportista italo-estadounidense que compite en snowboard, especialista en la prueba de halfpipe.
Consiguió tres medallas en los X Games de Invierno. Participó en dos Juegos Olímpicos de Invierno, en los años 2010 y 2022, ocupando el quinto lugar en Vancouver 2010, en el halfpipe.

## Medallero internacional
| \| Representando a Estados Unidos \| \| \| \| \| X Games de Invierno \| \| \| \| \| Año \| Lugar \| Medalla \| Prueba \| \| 2011 \| Aspen (Estados Unidos) \| Medalla de bronce \| Superpipe \| \| 2013 \| Tignes (Francia) \| Medalla de oro \| Superpipe \| \| 2014 \| Aspen (Estados Unidos) \| Medalla de plata \| Superpipe \| |                        |                   |           |
| Representando a Estados Unidos |                        |                   |           |
| X Games de Invierno |                        |                   |           |
| Año | Lugar                  | Medalla           | Prueba    |
| 2011 | Aspen (Estados Unidos) | Medalla de bronce | Superpipe |
| 2013 | Tignes (Francia)       | Medalla de oro    | Superpipe |
| 2014 | Aspen (Estados Unidos) | Medalla de plata  | Superpipe |